# Eetu Huupponen
Edvard Huupponen, detto Eetu (Ruokolahti, 1º dicembre 1898 – Mikkeli, 4 gennaio 1977), è stato un lottatore finlandese, specializzato nella lotta libera.

## Biografia
Rappresentò la Finlandia ai Giochi olimpici estivi di Parigi 1924, in cui fu estromesso in semifinale dal tabellone principale del torneo dei pesi piuma dallo statunitense Chet Newton, poi vincitore dell'argento, dopo aver superato il francese Maurice Guinard al primo turno, il belga Auguste Thijs agli ottavi e il francese Calixte Delmas ai quarti. Nel round per il terzo posto venne eliminato in semifinale dal giapponese Katsutoshi Naito, poi vincitore del bronzo.

## Palmarès
| Anno | Manifestazione  | Sede   | Evento     | Risultato | Note |
| ---- | --------------- | ------ | ---------- | --------- | ---- |
| 1924 | Giochi olimpici | Parigi | Pesi piuma | 4º        |      |